# Auckland (regio)
Auckland is de op een na noordelijkste regio van Nieuw-Zeeland. Ze telt 32% van de Nieuw-Zeelandse bevolking, de grootste stad is Auckland.
De regio strekt zich uit van de monding van de Kaipara Harbour in het noorden tot de laagliggende gebieden ten zuiden van de Manukau Harbour. De regio stopt een paar kilometer voor de monding van de Waikato Rivier. Aangrenzende regio's zijn Northland in het noorden, en Waikato in het zuiden. De eilanden in de Golf van Hauraki vallen ook binnen de regio.
Het is in landoppervlak kleiner dan alle andere regio's behalve Nelson. Het hoogste punt is de top van Little Barriereiland, op 720 meter.

## Bevolking
De regio is de dichtstbevolkte in Nieuw-Zeeland, met een inwoneraantal van ongeveer 1.316.700 (schatting 2004) - ongeveer 32% van de nationale bevolking. Grote steden in het gebied zijn Auckland, North Shore, Waitakere en Manukau.